# Snellen-Haken
Beim Snellen-E (benannt nach dem niederländischen Augenarzt Herman Snellen; Synonym: E-Haken) handelt sich um ein Sehzeichen in Form eines großen lateinischen E, wobei alle drei Balken eine Länge von 5 d aufweisen. Die Balken- und Zwischenraumbreite sind gleich groß und betragen je 1 d. Somit ist der Snellen-Haken genau so lang wie hoch. Weil er im Gegensatz zum Normsehzeichen, dem Landoltring, nicht rund ist, kommen nur vier Stellungen in Betracht, nämlich oben, rechts, unten oder links. Deshalb ist die Wahrscheinlichkeit eines geratenen Ergebnisses mit 25 Prozent auch doppelt so groß.

## Gebrauch
Bei einem Sehtest soll der Prüfling erkennen, wo die Öffnung des Snellen-E hinzeigt. Anwendung findet er vor allem in der Augenheilkunde, um die Sehschärfe von Analphabeten oder Kleinkindern zu überprüfen. In besonders schwierigen Fällen wird dem Prüfling ein Modell des Sehzeichens, die sogenannte Sehzeichengabel, in die Hand gegeben, die dann so gehalten werden soll, wie das Zeichen gesehen wird. Die Handhabung ist für Kinder nicht ideal, jedoch aufschlussreicher als die Prüfung mit Sehtafelbildern, mit denen eher der Formensinn geprüft wird.
Auch wenn der Prüfling noch nicht in der Lage ist, die Zwischenräume aufzulösen, so kann er die eine Seite schwärzer als die andere empfinden. Daher dient das Sehzeichen nur zur nichtgutachterlichen Sehschärfenprüfung. Zudem kann es zu Unterschieden im Prüfergebnis kommen, wenn man die Sehzeichen „einzeln“ oder in einer „Reihe“ darbietet.
Eine Abwandlung des Snellen-E stellt der Pflüger-E-Haken dar. Bei diesem ist der mittlere Balken um das Ausmaß seiner Dicke kürzer als der obere und untere.

## Snellen-E und Snellen-Haken
Im deutschsprachigen Bereich wird das Snellen-E oft verkürzt und missverständlich als „Snellen-Haken“ bezeichnet. Das ist insofern irreführend, als Snellen seinerzeit zwei verschiedene Optotypen eingeführt hat, das Snellen-E (engl. „Snellen’s E“), und den Snellen-Haken (engl. „Snellen hook“). Letzterer ist ebenfalls quadratisch, hat aber nur zwei „Zinken“, das heißt hat die Form eines C oder U (bzw. gedrehte Versionen). Aus ihm hat Edmund Landolt den Landolt-Ring entwickelt.

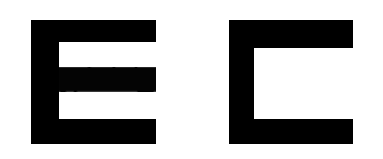
Abbildung eines Snellen-E und Snellen-Hakens in Fick (1898)

Zum Beispiel schreibt Fick (1898, S. 339): „Die Messungen haben wir selbstverständlich nach Snellen’s Methode vorgenommen, aber nicht mit Buchstaben, auch nicht mit den dreizinkigen Haken ⋿ , sondern mit den einfachen Haken ⊏, die, wie Steiger1) überzeugend dargethan hat, für wissenschaftliche Prüfungen den Vorzug verdienen.“
Oder im Lehrbuch von Le Grand (1967, S. 84) wird erläutert: „A test object similar to the Landolt ring is the Snellen hook, in the form of a U, the opening of which can be placed in four different positions (Fig. 26).“
Die Verwechslung entsteht wohl auch dadurch, dass in der älteren Literatur die Kenntnis der Form der Sehzeichen als bekannt vorausgesetzt wird. So zeigt Sloan’s (1951) Fig. 7 „visual acuity for dark Snellen hooks on a light background“, und es ergibt sich nur aus dem Zusammenhang, dass damit nicht das Snellen-E gemeint ist. Eindeutig sind dagegen die alternativen Bezeichnungen „Snellen-E-Haken“ oder „E-Haken“, deren begriffliche Verwendung sich in der täglichen Praxis seit Jahrzehnten etabliert hat. Solange das „E“ genannt wird, kann keine Verwechslung entstehen.